# Championnat de Bulgarie de football 1966-1967
Navigation
Saison précédente Saison suivante
La saison 1966-1967 du Championnat de Bulgarie de football était la 43e édition du championnat de première division en Bulgarie. Les seize meilleurs clubs du pays se retrouvent au sein d'une poule unique, la Vissha Professionnal Football League, où ils s'affrontent deux fois, à domicile et à l'extérieur. À l'issue du championnat, les deux derniers du classement sont relégués et remplacés par les deux meilleurs clubs de B PFG.
Cette saison, c'est le Botev Plovdiv qui remporte le titre en terminant en tête du classement. Le Botev devance le PFC Slavia Sofia d'un point et le PFK Levski Sofia de deux. Le tenant du titre, le CSKA Cherveno zname Sofia ne termine qu'à la 5e place à 4 points du Botev. C'est seulement le 2e titre de champion de Bulgarie de l'histoire du club, après celui gagné en 1929.

## Les 16 clubs participants
| - PFK Levski Sofia - CSKA Cherveno zname Sofia - Marek Stanke Dimitrov - Lokomotiv Plovdiv - PFC Minyor Pernik - Promu de D2 - PFC Slavia Sofia - Botev Burgas - Lokomotiv Sofia | - Dunav Ruse - Cherno More Varna - Spartak Plovdiv - Beroe Stara Zagora - Botev Plovdiv - Botev Vratsa - FK Spartak Sofia - PFC Dobrudzha Dobrich - Promu de D2 |

## Compétition

### Classement
Le barème utilisé pour établir le classement est le suivant :
- Victoire : 3 points
- Match nul : 1 point
- Défaite : 0 point

| Rang | Équipe                      | Pts | J  | G  | N  | P  | Bp | Bc | Diff |
| ---- | --------------------------- | --- | -- | -- | -- | -- | -- | -- | ---- |
| 1    | Botev Plovdiv               | 38  | 30 | 13 | 12 | 5  | 39 | 24 | +15  |
| 2    | PFC Slavia Sofia            | 37  | 30 | 13 | 11 | 6  | 33 | 27 | +6   |
| 3    | PFK Levski Sofia C          | 36  | 30 | 13 | 10 | 7  | 46 | 32 | +14  |
| 4    | FK Spartak Sofia            | 35  | 30 | 13 | 9  | 8  | 40 | 26 | +14  |
| 5    | CSKA Cherveno zname Sofia T | 34  | 30 | 11 | 12 | 7  | 42 | 34 | +8   |
| 6    | Cherno More Varna           | 33  | 30 | 12 | 9  | 9  | 40 | 29 | +11  |
| 7    | Botev Vratsa                | 32  | 30 | 13 | 6  | 11 | 45 | 40 | +5   |
| 8    | Lokomotiv Sofia             | 31  | 30 | 12 | 7  | 11 | 39 | 34 | +5   |
| 9    | Botev Burgas                | 30  | 30 | 10 | 10 | 10 | 38 | 35 | +3   |
| 10   | Beroe Stara Zagora          | 29  | 30 | 10 | 9  | 11 | 37 | 41 | -4   |
| 11   | Lokomotiv Plovdiv           | 28  | 30 | 7  | 14 | 9  | 30 | 31 | -1   |
| 12   | PFC Dobrudzha Dobrich P     | 26  | 30 | 9  | 8  | 13 | 24 | 43 | -19  |
| 13   | Spartak Plovdiv             | 25  | 30 | 10 | 5  | 15 | 26 | 35 | -9   |
| 14   | PFC Minyor Pernik P         | 23  | 30 | 6  | 11 | 13 | 24 | 30 | -6   |
| 15   | Dunav Ruse                  | 22  | 30 | 9  | 4  | 17 | 35 | 60 | -25  |
| 16   | Marek Stanke Dimitrov       | 21  | 30 | 8  | 5  | 17 | 24 | 41 | -17  |

|  | Qualification pour la Coupe des clubs champions 1967-1968                                |
|  | Qualification pour la Coupe des Coupes 1967-1968                                         |
|  | Qualification pour la Coupe des villes de foires 1967-1968                               |
|  | Relégation en deuxième division                                                          |
|  | T : Tenant du titre C : Vainqueur de la Coupe de Bulgarie P : Promu de deuxième division |

## Bilan de la saison
| Championnat de Bulgarie de football 1966-1967 |                           |
| Champion                                      | Botev Plovdiv (13e titre) |
| Coupes et trophées                            |                           |
| Vainqueur de la Coupe de Bulgarie 1966-1967   | PFK Levski Sofia          |
| Qualifications continentales                  |                           |
| Coupe des clubs champions 1967-1968           | Botev Plovdiv             |
| Coupe des Coupes 1967-1968                    | PFK Levski Sofia          |
| Coupe des villes de foires 1967-1968          | Lokomotiv Plovdiv         |
| Promotions et relégations                     |                           |
| Promus en Vissha PFL                          | PFK Spartak Pleven        |
| Promus en Vissha PFL                          | PFC Sliven                |
| Relégués en B PFL                             | Dunav Ruse                |
| Relégués en B PFL                             | Marek Stanke Dimitrov     |